# فاليري مينر
فاليري مينر (بالإنجليزية: Valerie Miner)‏ (28 أغسطس 1947)؛ صحفية وروائية أمريكية.